# Radikal 74
Radikal 74 mit der Bedeutung „Mond, Monat“ ist eines von den 34 traditionellen Radikalen der chinesischen Schrift, die aus vier Strichen bestehen. Als Bestandteil einer Datumsangabe steht das Zeichen für den Monat: 四月九日 = 4 Monat 9 Tag = 9. April.
Mit 19 Zeichenverbindungen in Mathews’ Chinese-English Dictionary kommt es relativ selten vor. Im Kangxi-Wörterbuch waren es 69 Schriftzeichen, die sich unter diesem Radikal finden ließen.
Das Zeichen 月 wird auch als Kurzzeichen von Radikal 130 für Schriftzeichenverbindungen verwendet.
Eine selten verwendete Variante ist das in einem anderen Codepoint-Bereich codierte Zeichen ⺝.

Entwicklung des Zeichens 月

## Schriftzeichenverbindungen, die vom Radikal 74 regiert werden
| Striche | Zeichen           |
| ------- | ----------------- |
| +0      | 月                |
| +02     | 有                |
| +04     | 朊 朋 朌 服 肭    |
| +05     | 朎 朏 朐 朑 胙    |
| +06     | 朒 朓 朔 朕 朗 朗 |
| +07     | 朖 朘 朙 朚 望    |
| +08     | 朜 朝 朞 期       |
| +09     | 朠 朡             |
| +10     | 朢                |
| +11     | 膤                |
| +12     | 朣 朤 朥          |
| +14     | 朦                |
| +16     | 朧                |

 Im Unicodeblock Kangxi-Radikale ist das Radikal 74 unter der Codepointnummer 12.105 (U+2F49) codiert.